# Nhà gươl

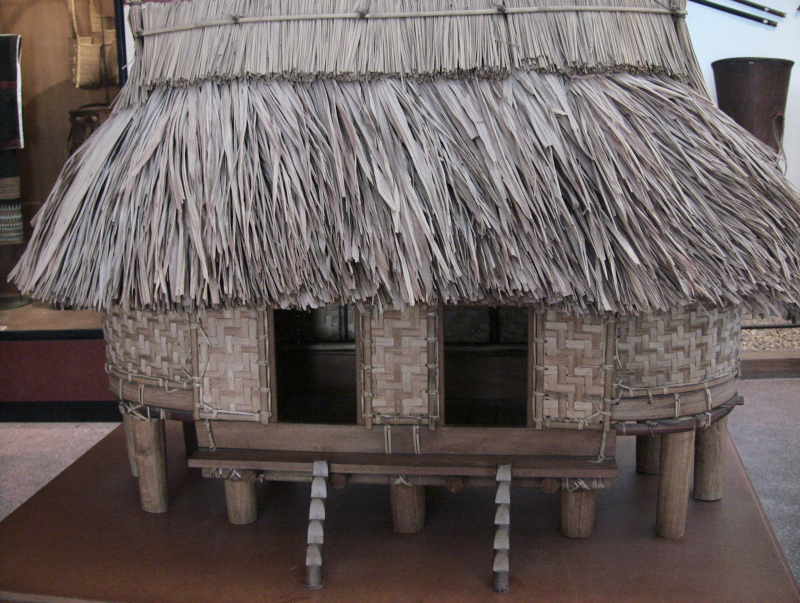
Mô hình nhà gươl của người Cơ Tu.

Nhà Gươl là loại nhà truyền thống của một số dân tộc ở Tây Nguyên và miền Trung Việt Nam, như người Cơ Tu. Nhà Gươl của người Cơ Tu gần giống nhà sàn của người Cơtu nhưng được chạm khắc công phu hơn. Phía trên hai đầu nhà Gươl thường được chạm, khắc hình gà trống hoặc hai đầu trâu nhô sừng lên đối diện. Bên trong được chạm các hình ảnh rất độc đáo, mang những nét văn hóa riêng của người Cơ Tu, như: hình ảnh các chàng trai, thiếu nữ Cơ Tu múa cồng chiêng, săn bắt thú rừng.